# 안달루시아 축구 국가대표팀
안달루시아 축구 국가대표팀(Andalusia autonomous football team)은 스페인에 속해있는 안달루시아 지방을 대표하는 축구팀이다. 이 팀은 FIFA 및 유럽 축구 연맹 회원국이 아니기 때문에, FIFA 및 유럽 축구 연맹이 주관하는 대회에는 참가하지 않는다.

## 같이 보기
- 분류:안달루시아주 출신 축구 선수